# یاپ مول
یاپ مول (هلندی: Jaap Mol; ۳ فوریهٔ ۱۹۱۲ – ۹ دسامبر ۱۹۷۲) بازیکن فوتبال اهل هلند بود.

## باشگاهی
از باشگاه‌هایی که در آن بازی کرده‌است می‌توان به باشگاه فوتبال آزد آلکمار اشاره کرد.

## تیم ملی
وی همچنین در تیم ملی فوتبال هلند بازی کرده‌است.